# Lee Gi-kwang
Đây là một tên người Triều Tiên, họ là Lee.
Lee Gi-kwang (tiếng Hàn Quốc: 리기광, Hanja: 李起光, Hán Việt: Lý Khởi Quang, sinh ngày 30 tháng 3 năm 1990), thường được biết đến với nghệ danh Gikwang, là một ca sĩ, rapper vũ công và diễn viên người Hàn Quốc. Anh từng là ca sĩ solo của công ty Cube Entertainment, được biết tới nghệ danh "Ace Junior" (AJ) khi mới ra mắt. Anh đã phát hành Mini Album đầu tay "First Episode A New Hero" và làm việc với nhà soạn nhạc nổi tiếng Brave Brothers. Hiện anh đang là nhảy chính và hình ảnh của Highlight (tên mới của nhóm BEAST).

## Tiểu sử
Lee Gi-kwang sinh ngày 30 tháng 3 năm 1990 ở Gwangju, Hàn Quốc. Gi-kwang tìm thấy sự đam mê trong hip hop và có sở thích đặc biệt với hip hop cổ điển. Anh được gia đình ủng hộ để mình có thể theo đuổi sự nghiệp âm nhạc sau khi ra mắt với nghệ danh 'AJ'. Anh được biết đến như ca sĩ solo AJ hay Ace Junior sau lần ra mắt đầu tiên và phát hành mini-album "First Episode: A New Hero" vào ngày 4 tháng 4 năm 2009. Anh đã gặp tranh cãi giữa các dân cư mạng Netizen khi cái tên nghệ danh của anh gần giống với Paran AJ (Sau đó trở thành thành viên mới của U-KISS). Với tên mẹ đẻ của mình, một lần nữa anh chính thức ra mắt với nhóm BEAST. Anh ra mắt với vai trò diễn viên Kang Se Ho trong High Kick Through the Roof và trong phim My Princess. Anh trở thành MC cho nhiều chương trình khác nhau như Hot Brothers, Win Win và SBS Inkigayo.

## Sự nghiệp

### Ra mắt: 2009
Lee Gi-kwang là thực tập sinh của JYP Entertainment trong 4 năm trước khi chuyển sang Cube Entertainment. Lần ra mắt đầu tiên của anh là vào ngày 2 tháng 4 năm 2009 trên Mnet M!Countdown. Anh được đại diện cho truyền thông Hàn Quốc sau Rain. 
Ngày 17 tháng 6 năm 2009, AJ mở màn cho chương trình Hàn Quốc của Lady Gaga.
Gi-kwang chuyển từ nghệ sĩ solo sang thành viên nhóm BEAST. Nhóm được ra mắt vào ngày 16 tháng 10 năm 2009 trên KBS Music Bank với đĩa đơn "Bad Girl". Anh giữ vai trò hát và nhảy chính trong BEAST. Các thành viên gồm Yoon Doo-joon, Yong Jun-hyung, Jang Hyun-seung và Yang Yo-seob và Son Dong-woon. Ace Junior là chủ đề của chương trình thực tế, Nhật ký của AJ, được chiếu trên MTV. Chương trình gồm 2 tập được chiếu vào ngày 9 tháng 5 năm 2009 nói về quá trình ra mắt với nghệ danh AJ.

### Tranh cãi
Cái tên "AJ", không chỉ có ở Hàn Quốc mà cả nước ngoài, họ nổ ra tranh cãi bày tỏ sự không hài lòng nhiều hơn do anh trùng tên với nghệ danh của Paran, AJ. Cube Entertainment đã trả lời bằng cách nói rằng tên của AJ khác với tên của Paran AJ là Cube AJ tên đầy đủ là 'Ace Junior'. Sau đó công ty tiếp tục thông báo rằng anh sẽ tiếp tục với nghệ danh khác, nhưng không có sự thay đổi nào cho đến khi tuyên bố AJ không còn hoạt động nữa, anh sẽ chuẩn bị ra mắt với tư cách là thành viên BEAST. Từ khi nhóm ra mắt, anh được biết đến với tên Gi Kwang, hoặc Kikwang.

### BEAST
Beast (비스트, hay BEAST, B2ST và ∀ΔΣ) là nhóm nhạc Hàn Quốc gồm 6 thành viên, thuộc công ty Cube Entertainment. Ban đầu nhóm được biết đến B2ST, viết tắt của Boys 2 Search the Top. Tuy nhiên, họ đã đổi tên thành BEAST (Boys of East Asia Standing Tall). Họ ra mắt mini-album đầu tay Beast Is The B2ST vào ngày 14 tháng 10 năm 2009, và họ trình diễn trên KBS Music Bank 2 ngày sau đó.
Nhóm đã phát hành tổng cộng 8 mini-albums, Beast is the B2ST; Shock of the New Era; Mastermind, Lights Go On Again; My Story; Midnight Sun; Good Luck; ORDINARY. Ngoài ra nhóm còn cho ra 3 full-album là Fiction and Fact; Hard To Learn, How To Love; HIGHLIGHT.

### 2010 - nay
Sau khi chuyển từ ca sĩ solo sang thành viên của nhóm BEAST, chương trình truyền hình thực tế khám phá quá trình ra mắt của họ mang tên MTV B2ST, của kênh MTV. Sau đó, một số chương trình khác của BEAST - Beast Almighty, của kênh MTV.

#### Diễn viên
Gi-kwang đã đóng vai Kang Sae-ho "High Kick Through the Roof" trên MBC.
Anh đã nhận một vai hài trong phim My Princess với diễn viên chính Song Seung-hun và Kim Tae-hee trong năm 2011.
Anh cùng diễn với Lee Ji-ah vai Jo Ma-roo trong bộ phim Me Too, Flower! năm 2011. Đầu năm 2017, anh tham gia đóng bộ phim "Circle".

#### Hoạt động MC
Gi-kwang được chọn làm MC cho Sunday Sunday Night phân khúc Hot Brothers của MBC. Gi-kwang được chọn làm MC mới của chương trình 'Win Win' trên KBS.
Yoon Doojoon, Gi-kwang và IU xuất hiện đặc biệt trên Music Core ngày 21 tháng 8 năm 2010.
Gi-kwang, cùng với IU, được chọn làm MCs mới Inkigayo thay thế cho Jung Yonghwa của CNBLUE từ ngày 20 tháng 3. Cặp đôi này được ghép với các MC hiện tại như Jo Kwon của 2AM, và Sulli của f(x).
Gi-kwang, Tiffany của SNSD, và Yonghwa của CNBLUE là MC của SBS K-Pop Super Concert tại Mỹ ngày 10 tháng 11 năm 2012.
Anh trở thành MC ngày 14 tháng 12 năm 2012 cùng với Woohyun của INFINITE, Moon Hee-jun, và Danny Ahn tại Melon Music Awards 2012
Ngày 29 tháng 8 năm 2014 Gi-kwang trở thành MC cho mùa tiếp theo của Style Log Lưu trữ ngày 24 tháng 9 năm 2014 tại Wayback Machine cùng với Gayoon của 4minute và Do Sang Woo

#### Hát đệm
Gi-kwang hát đệm cho K.Will trong music video, "Present".
Gi-kwang hát đệm trong ca khúc chủ để của Ahn Jinkyung, "Love is Pathetic". Đó là dự án đầu tiên của anh để anh trở thành rapper.
Gi-kwang hát đệm trong 'Midnight Circus' của Sunny Hill.
Anh được chọn làm nam chính trong MV của A Pink, "I Don't Know".
Vào ngày 12 tháng 7 năm 2011, họ thông báo rằng Gi-kwang được tham gia vào dự án album thứ sáu của Brave Brother, bài hát được mang tên "Break Up" do Gi-kwang và Electro Boys đệm. Fan hâm mộ phấn khích vì đây là cac khúc solo đầu tiên của Gi-kwang kể từ ngày ra mắt của mình trước khi gia nhập nhóm BEAST.
Vào ngày 8 tháng 2 năm 2012 Gi-kwang xuất hiện trong music video ra mắt của Ailee, "Heaven".

#### CF
Anh được chọn làm người mẫu cho 'Ice Tea Tio' từ DongSuh Foods. 
Gi-kwang sẽ đóng CF LG Tromm với người mẫu Lee Nayoung.

#### Giải thưởng
Vào ngày 19 tháng 12 năm 2010, Gi-kwang đã nhận giải thưởng Popularity Award trong 2010 Lễ trao giải MBC Entertainment.

## Đĩa nhạc

### Mini-Albums
| Album # | Thông tin Album | Danh sách bài hát |
| ------- | --- | --- |
| 1st     | First Episode: A New Hero - Phát hành: 04/04/2009 - Độ dài: 12:40 - Ngôn ngữ: Tiếng Hàn - Định dạng: CD, digital - Nhãn hiệu: Cube Entertainment | 1. "Intro" - 0:51 2. "Dancing Shoes" - 3:11 3. "2009" (Feat. HyunA) - 2:07 4. "Wipe the Tears " - 3:27 5. "Dancing Shoes (Instrumental)" - 3:04           |
| 2nd     | LEEGIKWANG 1ST MINI ALBUM 'ONE' - Phát hành: 04/09/2017 - Ngôn ngữ: Tiếng Hàn - Định dạng: CD, digital - Nhãn hiệu: Around US Entertainment      | 1. What You Like 2. One 3. Misunderstand (오해해) 4. Dream (꿈) (Feat. Luizy) 5. Look at Me Now 6. Trick (Feat. Lil Boi) 7. Only U 8. 니가 뭔데 [CD ONLY] |
| 3rd     | I - Phát hành: 18/03/2019 - Ngôn Ngữ: Tiếng Hàn - Định dạng: digital - Nhãn hiệu: Around US Ent.                                                 | 1. D.C.Y.E (feat. Kid Milli) 2. Lonely (feat. Jiselle) 3. MOOD 4. Missing You                                                                             |
| 4th     | Goodbye with a smile - Phát hành: 18/04/2019 - Ngôn Ngữ: Tiếng Hàn - Định dạng: digital - Nhãn hiệu: Around US Ent.                              | 1. Nothing 2. Goodbye with a smile (feat. Son Dong-woon)                                                                                                  |

### Xuất hiện khách mời
| Năm  | Ngày  | Tiêu đề                               | Ca sĩ                                               | Album                                                    |
| ---- | ----- | ------------------------------------- | --------------------------------------------------- | -------------------------------------------------------- |
| 2010 | 08.26 | "사랑이 딱해" ("Love is Pathetic")    | Ahn Jinkyung feat. Lee Gikwang                      | Be The Voice                                             |
| 2011 | 04.29 | "안을까 말까" ("Should I Hug or Not") | BEAST (Yoon Doojoon, Yong Jun-hyung, & Lee Gikwang) | SUPER MARKET – the Half (Shinsadong Tiger Project Album) |
| 2011 | 07.14 | "Break Up"                            | Brave Brothers, Electroboyz, và Lee Gikwang         | Break Up                                                 |
| 2012 | 12.27 | "Yesterday"                           | Jinwoon, L.Joe, Lee Joon, Hoya, và Lee Gikwang      | 2012 SBS Gayo Daejeon The Color of K-Pop: Dynamic Black  |

## Phim
| Năm  | Tên phim                     | Thể loại                         | Vai trò                 |
| ---- | ---------------------------- | -------------------------------- | ----------------------- |
| 2009 | Nhật ký của AJ               | Chương trình tài liệu (MTV)      | AJ                      |
| 2009 | High Kick Through the Roof   | Phim sitcom (MBC)                | Kang Se Ho (강세호)     |
| 2009 | MTV B2ST                     | Chương trình tài liệu (MTV)      | Chính anh               |
| 2010 | MTV Beast Almighty           | Chương trình TV (MTV)            | Chính anh               |
| 2010 | Idol Maid                    | Chương trình TV (MBC)            | Chính anh               |
| 2010 | Hot Brothers                 | Chương trình TV (MBC)            | Chính anh               |
| 2010 | Win Win                      | Chương trình TV (KBS)            | Chính anh               |
| 2010 | SHIN PD Variety Show         | Chương trình TV (SBS)            | Chính anh               |
| 2011 | My Princess                  | Phim truyền hình (MBC)           | Geon Yi (건이)          |
| 2011 | Inkigayo                     | Chương trình TV (SBS)            | Chính anh               |
| 2011 | Exciting Cube TV             | Chương trình TV (MNET Japan)     | Chính anh               |
| 2011 | Me Too, Flower!              | Phim truyền hình (MBC)           | Joo Ma Roo (조마루)     |
| 2012 | Running Man EP 127           | Chương trình TV (SBS)            | Chính anh               |
| 2012 | Win Win                      | Chương trình TV (KBS2)           | Chính anh               |
| 2012 | Sammy Adventures 2           | Phim                             | Ricky                   |
| 2012 | Invincible Youth 2           | Chương trình TV (KBS2 HD)        | Chính anh               |
| 2013 | Running Man EP 162           | Chương trình TV (SBS)            | Chính anh               |
| 2013 | My Friend Is Still Alive     | Drama Special (KBS)              | Kyeong-sook (경숙)      |
| 2014 | 20's (Twenty Year's Old)     | Mobile Drama (tvN)               | Lee Ki Kwang (Lee Ki)   |
| 2014 | Showtime Burning the Beast   | TV Show (MBC Every1)             | Chính anh               |
| 2014 | Running Man' EP 199          | TV Show (SBS)                    | Chính anh               |
| 2014 | Cool Kiz on the Block        | Chương trình TV (KBS World)      | Chính anh               |
| 2014 | Laws of the Jungle           | TV Show (SBS)                    | Chính anh               |
| 2015 | Mrs. Cop                     | Phim                             | Lee Se Won (이세원)     |
| 2016 | Monster                      | Phim                             | Lee Guk Cheol (이국철)  |
| 2016 | Momin's room                 | Phim                             | Wan                     |
| 2017 | Circle: Two Worlds Connected | Phim                             | Lee Ho Soo (이호수)     |
| 2018 | Vòng xoay vận mệnh           | Phim                             | Lee Sung Joong (이성중) |
| 2018 | Why not the dancer           | Chương trình truyền hình (JTBC4) | Chính anh               |
| 2018 | Soccer god                   | Chương trình truyền hình         | Chính anh               |
| 2018 | Dancing High                 | Chương trình truyền hình         | Chính anh               |

## Giải thưởng
| Năm  | Thể loại                                   | Đề cử                 | Kết quả          |
| ---- | ------------------------------------------ | --------------------- | ---------------- |
| 2010 | MBC Entertainment Awards: Popularity Award | Để cử                 | Đoạt giải        |
| 2011 | MBC Drama Awards: Rookie Award             | Geon Lee(My Princess) | Đoạt giải        |
| 2016 | I-MAGAZINE FASHION FACE ADWARD YEAR 2016   | ASIAN MALE            | Đoạt giải (no.1) |
| 2017 | I-MAGAZINE FASHION FACE ADWARD YEAR 2017   | ASIAN MALE            | Đoạt giải (no.1) |